# شهرستان هریسون (اوهایو)
شهرستان هریسون، اوهایو (به انگلیسی: Harrison County, Ohio) یک سکونتگاه مسکونی در ایالات متحده آمریکا است که در اوهایو واقع شده‌است.